# Deathwish Inc.
Deathwish Inc. — американський незалежний лейбл звукозапису, заснований Джейкобом Бенноном і Тре Маккарті у 2000 році. Першою виданою роботою лейбла став Deeper the Wound, спліт-альбом між Converge та японським гуртом Hellchild, випущений 23 квітня 2001 року. Лейбл швидко зарекомендував себе, працюючи з різноманітними колективами і зрештою став одним із найбільш шанованих та інноваційних лейблів працюючих у напрямку гардкор-панку та агресивної музики в цілому.